# Восточно-Прусская операция (1945)
Восто́чно-Пру́сская опера́ция — стратегическая военная наступательная операция Красной армии (РККА) СССР против вооружённых сил нацистской Германии, осуществлённая на территории Восточной Пруссии в период с 13 января по 25 апреля 1945 года в ходе Второй мировой войны.
Главной целью Восточно-Прусской наступательной операции советских войск являлся прорыв обороны противника ударами 3-го Белорусского фронта на кёнигсбергском и 2-го Белорусского фронта на мариенбургском направлениях и, в развитие наступления, отсечение его восточно-прусской группировки от главных вооружённых сил нацистской Германии, рассечение этой группировки на части и последовательное её уничтожение.
В ходе операции советские войска прорвали немецкую оборону, вышли к Балтийскому морю и ликвидировали основные силы противника, заняв Восточную Пруссию и освободив северную часть Польши.
В рамках этой крупной военной операции были осуществлены Инстербургская, Млавско-Эльбингская, Вормдиттско-Мельзакская, Хейльсбергская, Кёнигсбергская и Земландская фронтовые наступательные операции.
Победа в Восточно-Прусской операции далась Красной армии ценой больших боевых потерь, но противник понёс ещё более крупные потери: как военных сил, так и важной в военно-экономическом отношении области, что ускорило поражение нацистской Германии в Великой Отечественной войне.

## Состав противоборствующих вооружённых сил

### Наступательные силы Красной армии
Стратегическая военная наступательная операция на территории Восточной Пруссии проводилась вооружёнными силами трёх советских фронтов:
- 2-й Белорусский фронт (командующий — Маршал Советского Союза К. К. Рокоссовский),
- 3-й Белорусский фронт (командующий — генерал армии И. Д. Черняховский, с 20 февраля — Маршал Советского Союза А. М. Василевский),
- 43-я армия 1-го Прибалтийского фронта (командующий — генерал армии И. X. Баграмян),
- при содействии Балтийского флота СССР (командующий — адмирал В. Ф. Трибуц).

Всего в составе сил Красной армии, задействованных в операции, имелось около 1670 тыс. человек, 25 426 орудий и миномётов, 3 859 танков и самоходных артиллерийских установок (САУ), 3 097 боевых самолётов.
В боях за Кёнигсберг 6 — 9 апреля 1945 года в рамках Восточно-Прусской операции на стороне советских войск принимал участие также французский авиаполк «Нормандия — Неман» антифашистской организации «Свободная Франция». За эти бои полк был награждён орденом Красного Знамени, а 24 лётчика — орденами СССР.
В Кёнигсберг и Восточную Пруссию были направлены Боевые группы (нем. Kampfgruppen) немецких антифашистов движения «Свободная Германия», сформированные из немецких военнопленных в СССР (подробнее см. ниже). Боевые действия не были основной задач этих формирований: они направлялись для разведки, разоружения нацистских войск и взятия немецких военнослужащих в плен и пропаганды своей организации. Тем не менее, эти формирования были вооружены и вели боевые действия. Эти формирования были выпускниками «антифашистских школ» НКСГ при земландской группировке РККА

### Оборонительные силы вермахта
Оборону территории Восточной Пруссии осуществляло оперативно-стратегическое объединение вооружённых сил нацистской Германии:
- Группа армий «Центр», с 26 января 1945 года переименованная в группу армий «Север» (командующий — генерал-полковник Г. Рейнхардт, с 26 января — генерал-фельдмаршал Ф. Шёрнер) в составе 3-й танковой армии, 2-й и 4-й армий. В них имелось тридцать пять пехотных дивизий, две боевые группы (каждая из них по численности равна половине дивизии), три танковые и три моторизованные дивизии — всего 580 тысяч человек, около 8 200 орудий и миномётов, до 700 танков и штурмовых орудий. Для их поддержки с воздуха предназначались свыше 1 000 боевых самолётов 6-го воздушного флота люфтваффе[1].

Перед группой стояла задача не допустить дальнейшего продвижения советских войск, при благоприятных условиях нанести мощный контрудар в тыл 1-го Белорусского и 1-го Украинского фронтов, развёрнутых на берлинском направлении.
Используя выгодные условия местности (большое количество озёр, болот, рек, каналов, лесных массивов), немецкое командование хорошо подготовило территорию Восточной Пруссии в инженерном отношении. Здесь был создан ряд оборонительных полос (рубежей) и укреплённых районов на глубину 150—200 км. Главная полоса состояла, как правило, из двух позиций, на каждой из которых имелось от трёх до пяти траншей. На удалении 10—20 км от переднего края находилась вторая полоса, состоявшая из одной-двух траншей. Далее в глубине размещались укреплённые районы (УР). Три из них: «Ильменхорст», Летценский и Хайльсбергский — прикрывали подступы к Кёнигсбергу с востока, юго-востока и юга. Наиболее мощным был Хайльсбергский УР, в котором насчитывалось 911 долговременных огневых точек (дот) с плотностью на отдельных участках до 10—12 единиц на 1 км. Города Гумбиннен, Инстербург, Тильзит, Велау, Кёнигсберг, Даркемен, Летцен, Млава, Цеханув, Хайльсберг и другие были превращены в мощные узлы сопротивления. Непосредственно вокруг Кёнигсберга проходила укреплённая полоса, включавшая две-три траншеи. Помимо этого в самом городе имелось две линии фортов — внешняя и внутренняя. Форты находились во взаимной огневой связи. В каждом из них размещался гарнизон в количестве 250—300 человек. Капониры и полукапониры соединялись подземными коридорами.

## История
В результате наступления летом и осенью 1944 г. войска 3-го и 2-го Белорусских фронтов вышли в широкой полосе к границам Восточной Пруссии, на ряде участков вклинились на 20—45 км в глубину её территории и одновременно захватили плацдармы на р. Нарев в северной части Польши. Тем самым они заняли выгодное охватывающее положение по отношению к восточно-прусской группировке противника.
Замысел Восточно-Прусской операции заключался в том, чтобы прорвать оборону противника ударами 3-го Белорусского фронта на кёнигсбергском и 2-го Белорусского фронта на мариенбургском направлениях и, развивая наступление, отрезать его восточно-прусскую группировку от основных районов Германии, рассечь её на части и последовательно уничтожить. Помимо 3-го и 2-го Белорусских фронтов к проведению операции привлекались 43-я армия 1-го Прибалтийского фронта и силы Балтийского флота — всего около 1670 тыс. человек, 25 426 орудий и миномётов, 3859 танков и САУ, 3097 самолётов.
В соответствии с решением командующего войсками 2-го Белорусского фронта Маршала Советского Союза К. К. Рокоссовского в состав ударной группировки, которая переходила в наступление с рожанского плацдарма, выделялись три армии, танковая армия и кавалерийский корпус. С сероцкого плацдарма должны были нанести удар две армии.
Основной удар наступления должен был вести 3-й Белорусский фронт под командованием Ивана Черняховского. Его силам было поручено продвигаться на запад в направлении Кёнигсберга, против оборонительных позиций 3-й танковой армии и 4-й армии группы армий «Центр» генерала Ганса Рейнхардта. Командующий войсками 3-го Белорусского фронта генерал армии И. Д. Черняховский решил с целью разгрома тильзитско-инстербургской группировки противника главный удар нанести силами четырёх армий и двух танковых корпусов против смежных флангов двух немецких армейских объединений. Это позволяло нарушить взаимодействие между ними в самом начале операции, а также обойти с севера мощные узлы сопротивления: я Гумбиннен и Инстербург.
С севера, на правом фланге Черняховского, 1-й Прибалтийский фронт генерала Баграмяна должен был нанести удар по позициям 3-й танковой армии на Немане, а также сокрушить его небольшой плацдарм в Мемеле. Левый фланг Черняховского должен был быть поддержан 2-м Белорусским фронтом маршала Константина Рокоссовского, которому первоначально было приказано прорваться через линии 2-й армии, тем самым перекрыв всю Восточную Пруссию.

### Начало наступления
13 января 1945 г. в 6 часов утра в полосе 3-го Белорусского фронта начали действовать передовые батальоны. В ходе разведки боем было установлено, что противник оставил в первой траншее лишь боевое охранение, а главные силы отвёл в глубину. Более того, убедившись, что наступление советских войск началось, он провёл мощную артиллерийскую контрподготовку по районам сосредоточения армейских ударных группировок.
Наступление советских войск началось 13 января с тяжёлой подготовительной бомбардировки. Первоначально Красная армия добилась небольшого продвижения, 3-й Белорусский фронт прошёл в первый день всего 1,5 км. Но к концу дня соединения 39-й и 5-й армий генерал-лейтенанта И. И. Людникова и генерал-полковника Н. И. Крылова смогли вклиниться в глубину вражеской обороны лишь на 2—3 км. Не намного лучше складывалась обстановка и в полосе 28-й армии генерал-лейтенанта А. А. Лучинского, где отдельные части продвинулись до 5—7 км. Не внёс перелом в ход боевых действий и ввод в сражение с утра 14 января 2-го гвардейского танкового корпуса генерал-лейтенанта А. С. Бурдейного. Подвергаясь многочисленным контратакам немецких войск, ударная группировка фронта к исходу 15 января, преодолев от 6 до 10 км, прорвала главную полосу обороны, то есть за три дня с большим трудом выполнила задачу первого дня наступления. В течение следующих пяти дней Красной армии удалось продвинуться ещё на 20 км. Впоследствии, после почти двух недель ожесточённых боёв продвижение Красной Армии значительно ускорилось; немецкие войска имели значительные укрепления в Инстербургском заливе к востоку от Кёнигсберга и вокруг Хайльсберга. В течение следующих нескольких дней 3-я танковая армия генерала Эрхарда Рауса была в значительной степени уничтожена или отведена в Кёнигсберг, в то время как 4-я армия генерала Фридриха Хоссбаха начала оказывать фланговое сопротивление.
В последующие двое суток, пользуясь улучшением погодных условий, активизировала свои действия 1-я воздушная армия генерал-полковника авиации Т. Т. Хрюкина, которая совершила 3468 самолёто-вылетов. Поддержка с воздуха позволила 39-й армии и 1-му танковому корпусу генерал-лейтенанта В. В. Буткова нарастить силу ударов и вынудить к отходу немецкий 26-й армейский корпус, занимавший оборонительный рубеж южнее р. Неман.
Соединения 2-го Белорусского фронта перешли в наступление 14 января. Преодолев сильное сопротивление немцев, 2-й Белорусский фронт Рокоссовского атаковал через Нарев. За два дня ударные группировки, наносившие удары с ружанского и сероцкого плацдармов, продвинулись лишь на 7—8 км. Перелома удалось достичь 16 января, когда 4-я воздушная армия генерал-полковника авиации К. А. Вершинина нанесла по врагу массированные удары штурмовой и бомбардировочной авиацией. В тот день было совершено более 2,5 тыс. самолёто-вылетов, сброшено до 1800 т бомб. Действия авиации позволили наземным войскам завершить прорыв тактической зоны обороны и создать условия для ввода в сражение 5-й гвардейской танковой армии генерал-полковника В. Т. Вольского. Преследуя разрозненные части противника, её соединения блокировали Млавский укреплённый район и к утру 19 января во взаимодействии с дивизиями 48-й армии генерал-лейтенанта Н. И. Гусева освободили г. Млава. В то же время действовавшие с сероцкого плацдарма 65-я и 70-я армии генерал-полковников П. И. Батова и В. С. Попова устремились вдоль северного берега Вислы на запад и овладели крепостью Модлин.
20 января 2-й Белорусский фронт получил приказ Ставки повернуть ось своего продвижения на север в сторону Эльбинга для помощи войскам 3-го Белорусского фронта. Это внезапное изменение направления застало Рейнхардта и Хоссбаха врасплох; на правом фланге Рокоссовского 3-й гвардейский кавалерийский корпус 22 января захватил главный город Алленштайн, угрожая тылу формирования Хоссбаха. 24 января ведущие танковые части 2-го Белорусского фронта достигли берега Вислинского залива, разорвав сухопутные сообщения с остальными германскими вооружёнными силами для всей 4-й армии вместе с несколькими дивизиями 2-й армии, которые теперь оказались в кармане в Восточной Пруссии. В тот же день Хоссбах начал отводить свои части назад из укреплённого города Лётцен — центра оборонительной системы Восточной Пруссии — и через серию вынужденных маршей попытался прорваться на запад.
В целом к исходу 18 января войска 3-го Белорусского фронта в результате напряжённых боёв прорвали оборону противника к северу от Гумбиннена в полосе шириной 65 км на глубину 20—30 км, оттеснив остатки 3-й танковой армии в Кёнигсберг и Земландский полуостров. Тем самым были созданы условия для ввода в сражение второго эшелона фронта — 11-й гвардейской армии генерал-полковника К. Н. Галицкого и развития наступления на кёнигсбергском направлении.
28 января силы Баграмяна захватили Мемель; остатки трёх дивизий, защищавших город, были эвакуированы и передислоцированы на Земланд для усиления защиты там.
Прорыв ударных группировок к Кёнигсбергу и успешное продвижение к Балтийскому морю создали угрозу окружения немецкой 4-й армии, в связи с чем она начала отход на укреплённый рубеж вдоль Мазурских озер. Преследуя врага, войска 3-го Белорусского фронта во взаимодействии с 43-й армией генерал-лейтенанта А. П. Белобородова из состава 1-го Прибалтийского фронта разгромили тильзитско-инстербургскую группировку, 22 января овладели Инстербургом и к 29 января вышли на побережье Балтийского моря, обойдя Кёнигсберг с севера, северо-запада и юго-запада.
Тремя днями ранее, 26 января, побережья Балтийского моря севернее Эльбинга достигли войска 2-го Белорусского фронта, перерезав пути отхода восточно-прусской группировки противника на запад. С целью её деблокирования немецкая 4-я армия на следующий день нанесла сильный контрудар силами четырёх пехотных, двух моторизованных и одной танковой дивизий. Для его отражения Маршал Советского Союза К. К. Рокоссовский задействовал 48-ю и 5-ю гвардейскую танковую армии, 8-й гвардейский танковый (генерал-лейтенант А. Ф. Попов), 8-й механизированный (генерал-майор А. Н. Фирсович) и 3-й гвардейский кавалерийский (генерал-лейтенант Н. С. Осликовский) корпуса, которые к 8 февраля остановили врага и отбросили его назад. На этом участие 2-го Белорусского фронта в Восточно-Прусской операции закончилось. На следующий день Ставка ВГК приказала командующему его войсками передать 50, 3, 48-ю и 5-ю гвардейскую танковую армии в состав 3-го Белорусского фронта, а оставшимися силами с 10 февраля перейти в наступление с целью разгрома противника в Восточной Померании.
После этого 3-й Белорусский фронт должен был самостоятельно завершить разгром группы армий «Север». К началу февраля она насчитывала 32 дивизии, которые входили в состав трёх изолированных группировок: хайльсбергской, кёнигсбергской и земландской. Наиболее крупной являлась первая из них. Она объединяла более двадцати дивизий, которые, занимая участки обороны в укреплённом районе, располагали большим количеством артиллерии, танков и боеприпасов. К тому времени советские войска в ходе тяжёлых боёв понесли большие потери. Численность большинства стрелковых дивизий не превышала 2500—2700 человек. Поэтому уничтожение окружённого врага было связано с большими трудностями и затянулось по времени.
Командующий войсками фронта планировал ударом 5-й и 5-й гвардейской танковой армий по сходящимся направлениям отсечь хайльсбергскую группировку от моря, а другими армиями рассечь её и уничтожить по частям. Однако реализовать этот замысел в течение февраля так и не удалось. Умело маневрируя резервами, немецкое командование всякий раз закрывало образовавшиеся в обороне бреши. 18 февраля в районе Мельзак был смертельно ранен и скончался генерал армии И. Д. Черняховский. В связи с этим в командование войсками 3-го Белорусского фронта вступил Маршал Советского Союза А. М. Василевский.
24 февраля в состав фронта была включена Земландская оперативная группа войск, образованная на базе 1-го Прибалтийского фронта. Но погодные условия, наступившая распутица и отставание тылов не позволили продолжить наступление. Оно возобновилось только 13 марта после тщательной подготовки и пополнения соединений людьми и материально-техническими средствами. Несмотря на ожесточённое сопротивление противника, советские войска 26 марта вышли к заливу Фриш-Гаф. Ещё через три дня остатки хейльсбергской группировки прекратили борьбу. В ходе боевых действий 93 тыс. немецких солдат и офицеров было уничтожено, а 46 тыс. — пленено. Активную помощь наземным войскам оказал Балтийский флот (адмирал В. Ф. Трибуц), нанося удары по врагу авиацией, подводными и лёгкими надводными силами. За февраль — март он потопил 32 транспорта и семь боевых кораблей.

### Осада Кёнигсберга
В районе Кёнигсберга были блокированы значительные силы противника: оперативная группа «Земланд», четыре пехотные дивизии, несколько отдельных полков и батальонов фольксштурма. Они насчитывали свыше 130 тыс. человек, около 4 тыс. орудий и миномётов, 108 танков и штурмовых орудий. Поддержку этих войск с воздуха осуществляли 170 самолётов, которые базировались на Земландском полуострове.
Около 15 дивизий 4-й армии оказались окружёнными на берегу Вислинского залива в так называемом кармане Хайлигенбейль. После ожесточённых боёв эти подразделения были окончательно уничтожены 29 марта.
Остатки 3-й танковой армии, находившиеся под командованием 4-й армии, оказались в изоляции в осаде Кёнигсберга. Город был взят советской армией после ожесточённых боёв 9 апреля.
Третья группа немецких войск — 28-й армейский корпус под командованием генерала Ганса Гольника — занимала Земландский полуостров и порт Пиллау, где находился последний пункт эвакуации в этом районе.
Для выполнения задачи по разгрому кёнигсбергской группировки врага привлекались 39-я, 43-я, 50-я, 11-я гвардейская армии, 1-я и 3-я воздушные армии 3-го Белорусского фронта, соединения 18-й армии Дальней авиации, ВВС Балтийского флота, два бомбардировочных авиационных корпуса РВГК (всего до 187 тыс. человек, около 5200 орудий и миномётов, 538 танков и самоходных артиллерийских установок, 2500 самолётов). С учётом того, что боевые действия предстояло вести на местности с большим количеством инженерных заграждений и в условиях укреплённого города, 47 % артиллерийских систем составляли тяжёлые орудия, орудия большой и особой мощности. По этой же причине более 45 % от общего числа самолётов составляли бомбардировщики.
Маршал Советского Союза А. М. Василевский решил нанести удары по Кёнигсбергу 43-й и 50-й армиями с севера и 11-й гвардейской армией с юга. Задача 39-й армии заключалась в выходе на побережье залива Фриш-Гаф и к устью р. Прегель с тем, чтобы исключить поддержку блокированных в городе немецких войск или воспретить их отход в направлении Пиллау.
Эффективно сдерживая остатки группы армий «Центр», советские войска могли сосредоточиться на ударах по немецким войскам в Померании и устранении любой возможной угрозы для северного фланга их возможного наступления на Берлин. Рейнхардт и Хоссбах, пытавшиеся вырваться из Восточной Пруссии и спасти свои войска, были освобождены от командования, а группа армий (переименованная в группу армий «Север») была передана под командование генерала Лотара Рендулича. Тем временем обороняющиеся силы были рассечены и окружены в трёх карманах армиями Черняховского.
За четыре дня до начала операции артиллерия приступила к разрушению долговременных сооружений врага. Правда, эффективность его огневого поражения оказалась ниже ожидаемой, так как погодные условия не позволили в полной мере применить авиацию. 6 апреля в 12 часов после артиллерийской подготовки войска фронта перешли в наступление. Уже в первый день соединения 39-й армии перерезали железную дорогу Кёнигсберг — Пиллау, в результате чего было прервано сообщение гарнизона крепости с земландской группой противника. Одновременно дивизии 43, 50-й и 11-й гвардейской армий захватили 15 населённых пунктов, непосредственно прилегавших к Кёнигсбергу, а затем ворвались в город и освободили более 100 его кварталов.
Решающими стали последующие два дня, когда установилась лётная погода. В течение 7 апреля авиация произвела 4758 самолёто-вылетов и сбросила на укрепления врага 1658 т. бомб. На следующий день было совершено уже более 6 тыс. самолёто-вылетов. На позиции немецких войск обрушилось 2100 т бомб, что оказало значительное влияние на снижение их боевых возможностей. К исходу 8 апреля штурмовые группы, созданные в стрелковых дивизиях и полках, захватили порт и железнодорожный узел города, а также ряд важных военно-промышленных объектов. Они окончательно отрезали и изолировали гарнизон крепости от Земландского полуострова. Несмотря на это, его командование отклонило переданное через парламентёров предложение сложить оружие.
Утром 9 апреля соединения 43-й армии сорвали попытки отдельных частей противника прорваться на запад. Не принёс результата и удар на Кёнигсберг, предпринятый немецкой 5-й танковой дивизией с Земландского полуострова. После массированных ударов артиллерии и авиации (около 1,5 тыс. самолётов) по уцелевшим узлам сопротивления стрелковые дивизии 11-й гвардейской армии при поддержке танков и самоходной артиллерии атаковали врага в центре города и к 21 часу заставили его капитулировать. В ходе боёв за Кёнигсберг войска фронта уничтожили около 42 тыс. солдат и офицеров противника, пленили 92 тыс. человек, захватили большое количество вооружения и военной техники.

## Земландская операция

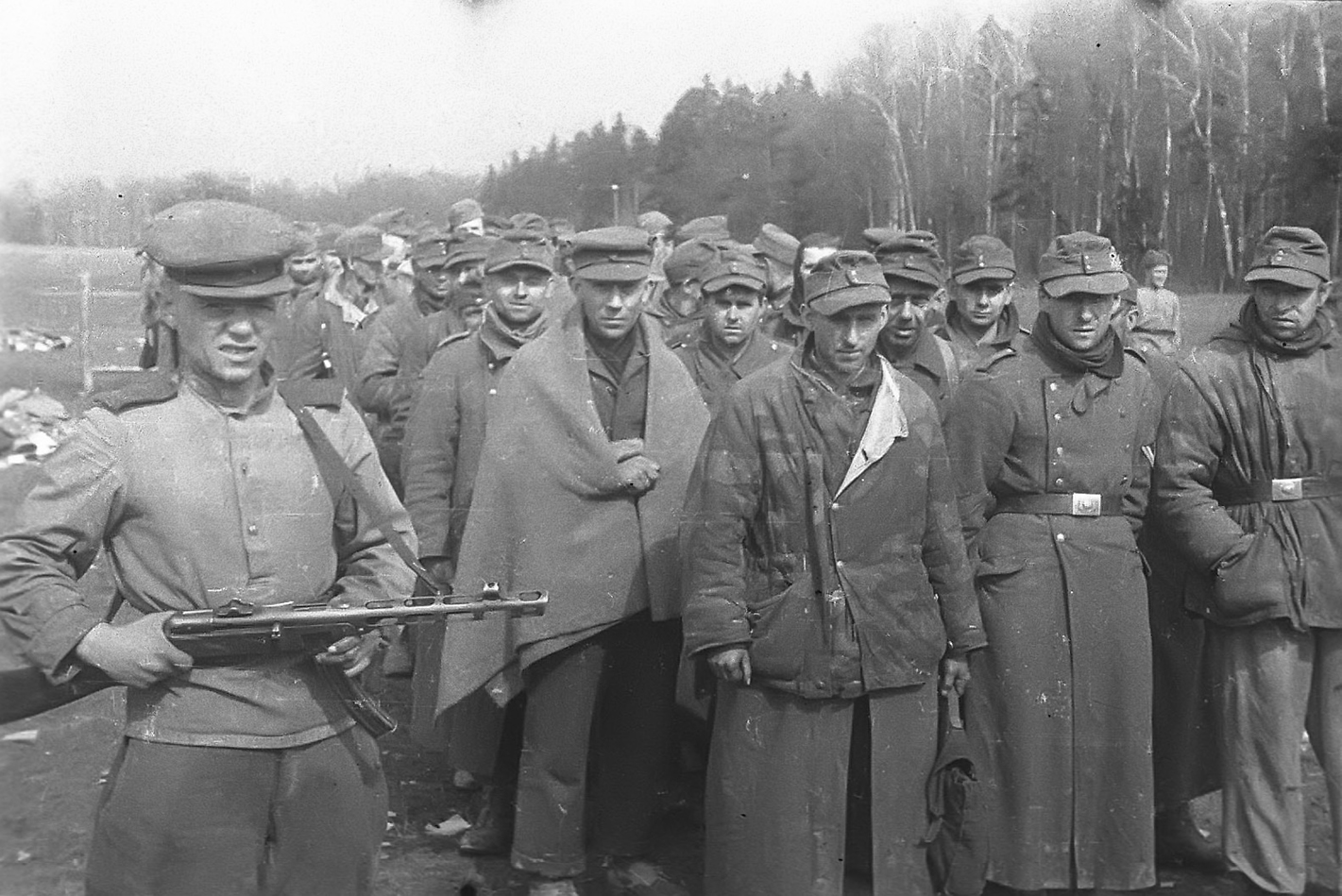
В результате операции было захвачено в плен более 220 тыс. солдат и офицеров

К концу первой декады апреля остатки восточно-прусской группировки врага (65 тыс. человек, 1200 орудий и миномётов, 166 танков и штурмовых орудий) продолжали удерживать только Земландский полуостров. Для их разгрома командующий войсками 3-го Белорусского фронта развернул в полосе шириной около 40 км все пять оставшихся в его распоряжении армий, которые насчитывали к тому времени всего 111,5 тыс. солдат и офицеров. Стремясь избежать напрасного кровопролития, А. М. Василевский за два дня до перехода в наступление обратился к немецкому командованию с предложением прекратить сопротивление. Однако ответа не последовало.
Земландская операция началась 13 апреля 1945 года переходом в наступление войск ударной группировки Земландской группы войск при авиационной поддержке 1-й и 3-й воздушных армий. В ночь на 13 апреля бомбардировщики 1-й и 3-й воздушных армий нанесли массированные удары по опорным пунктам, огневым позициям артиллерии и командным пунктам противника. Утром при поддержке артиллерии и авиации соединения 5-й и 39-й армий атаковали его укреплённые позиции, стремясь рассечь земландскую группировку на две части. Чтобы исключить такое развитие событий, её командование уже на второй день начало отводить свои войска вдоль северного побережья полуострова. Преодолевая сопротивление вражеских арьергардов, соединения и части двух армий начали преследование. Его успеху способствовали два тактических десанта, высаженные бронекатерами на дамбу Кёнигсбергского морского канала. К исходу первого дня боёв советские войска продвинулись на 3—5 км, взяв плен свыше 4000 человек. 14 апреля противник начал отводить свои войска к Пиллау. Балтийский флот с бронекатеров высадил два тактических десанта на дамбу Кёнигсбергского канала, что создало благоприятные условия для наступления войск фронта вдоль побережья залива Фришес-Хафф.
17 апреля войска Земландской группы войск овладели основным узлом сопротивления противника — городом Фишхаузен (ныне город Приморск Калининградской области). Остатки оперативной группировки противника «Земланд» отступили в район Пиллау. К исходу 17 апреля основная часть Земландского полуострова была захвачена. При этом лишь до 20 тыс. немецких солдат и офицеров смогли совершить отход в район Пиллау. Выгодные для обороны условия местности и наличие широкой сети инженерных заграждений позволили им успешно противостоять здесь наступлению 2-й гвардейской армии генерал-лейтенанта П. Г. Чанчибадзе. 18 апреля командующий войсками фронта нарастил силу удара на этом направлении вводом в сражение 11-й гвардейской армии. Её соединения прорвали оборону противника и в результате ожесточённых боёв 25 апреля овладели крепостью и незамерзающим портом Пиллау.
20 апреля в сражение была введена 11-я гвардейская армия, которая к исходу 25 апреля овладела Пиллау.
После разгрома основных сил группы «Земланд» противник продолжал удерживать в своих руках лишь косу Фрише-Нерунг, бои по освобождению которой продолжались до 8 мая, а 9 мая более 22000 солдат и офицеров сложили оружие. Земландская наступательная операция завершила наступление советских войск в Восточной Пруссии.
На этом Восточно-Прусская наступательная операция завершилась. Её итоги имели важное военно-политическое значение. Советские войска овладели Восточной Пруссией, освободили часть северных районов Польши, разгромили 25 немецких дивизий, нанесли большой урон ещё 12 соединениям. Они пленили более 220 тыс. солдат и офицеров, захватили в качестве трофеев около 15 тыс. орудий и миномётов, 1442 танка и штурмовых орудия, 363 боевых самолёта и много другой боевой техники. Потеря значительных сил и важной в военно-экономическом отношении области ускорила поражение Германии.
Восточно-Прусская наступательная операция продолжалась 103 дня и стала самой длительной из всех, проведённых в последний год войны. Несмотря на то, что вражеская группировка в Восточной Пруссии была прижата к морю и рассечена на части, дальнейшая борьба по её уничтожению заняла более двух месяцев. Одна из причин этого заключалась в отсутствии надёжной блокады немецких войск с моря со стороны Балтийского флота. Организованное в спешке взаимодействие кораблей с армиями, которые вели наступление вдоль побережья, оказалось малоэффективным. В результате изолированный с суши противник имел возможность маневрировать морским путём, усиливая каждый раз угрожаемые направления. Неблагоприятная погода и весенняя распутица не позволили в полной мере использовать превосходство 3-го Белорусского фронта в артиллерии, авиации и танках.

## Авиация в Восточно-Прусской операции
В условиях сильно укреплённой обороны и наличия у немецкой группы армии «Центр» большого количества танков в наступательной Восточно-Прусской операции большую роль отводили авиации. Авиация должна была парализовать резервы, артиллерию немцев и нарушить движение по железным и шоссейным дорогам.
В ходе наступательной операции советские воздушные армии должны были поддерживать ударные группировки фронтов при прорыве тактической зоны обороны, обеспечивать ввод в сражение танковых соединений, уничтожать резервы противника, прикрывать свои войска в районах их сосредоточения и вести непрерывную воздушную разведку.
Чтобы ввести немецкое командование в заблуждение и добиться внезапности была создана сеть ложных аэродромов с установкой на них макетов штурмовиков и истребителей. В районах ложных аэродромов располагались радиостанции, имитирующие работу штаба воздушной армии, штурмового авиационного корпуса и трёх бомбардировочных соединений. Также проводились мероприятия по скрытию районов базирования авиационных соединений.
Группировка советской авиации состояла из 1-й воздушной армии, входившей в состав 3-го Белорусского фронта и 4-й воздушной армии, входившей в состав 2-го Белорусского фронта. Авиация фронтов была усилена за счёт резервов Ставки Верховного главнокомандования и насчитывала более 3 тыс. самолётов. Кроме того, к операции привлекались часть сил авиации 3-й воздушной армии 1-го Прибалтийского фронта и 18-й воздушной армии.
Советским войскам на данном направлении противостояла немецкая группа армий «Центр», которую поддерживал 6-й воздушный флот, имевший в своём составе 775 самолётов. На своей территории в Восточной Пруссии немцы имели хорошо подготовленную аэродромную сеть, обеспечивающую манёвр авиации как по всему фронту, так и в глубину.
13 января в ночь перед наступлением бомбардировщики 1-й воздушной армии совершили 740 самолёто-вылетов и нанесли удары по скоплению войск и техники на участке прорыва 3-го Белорусского фронта. Войска фронта встретили упорное сопротивление немецких войск, которые пытались переходить в контрнаступление. В это время советская авиация не могла в полном объёме поддержать свои войска из-за низкой облачности и тумана.
14 января немецкие войска контратаковали войска 5-й армии. К середине дня погода улучшилась и штурмовики 1-й воздушной армии совершили 257 самолёто-вылетов по танковой группировке фашистов, тем самым оказав значительную помощь советским войскам в отражении мощного контрудара противника.
15 января в течение трёх часов светлого времени суток 1-я и 3-я воздушные армии силами 1320 самолётов нанесли несколько мощных и эффективных ударов по основным узлам сопротивления и опорным пунктам немецких войск. Советские войска, используя результаты авиационных ударов, продвинулись до 10 км и завершили прорыв главной полосы обороны противника.
16 января 342 бомбардировщика 1-й и 3-й воздушных армий нанесли массированный удар по основным опорным пунктам второй полосы обороны немцев. Это обеспечило разрушение основных оборонительных сооружений и ввод в сражение 2-го гвардейского танкового корпуса. Через три часа 284 бомбардировщика нанесли удар по опорным пунктам немецких войск, расположенным на третьей полосе обороны.
1-я гвардейская и 277-я штурмовые авиационные дивизии осуществляли непосредственную авиационную поддержку наземным войскам, уничтожая войска и технику перед фронтом. 182-я штурмовая и 130-я истребительная авиационные дивизии уничтожали войска и технику на третьей полосе обороны немцев.
Авиационная поддержка наступающего 2-го гвардейского танкового корпуса осуществлялась пятью бомбардировочными авиационными дивизиями, тремя дивизиями штурмовиков и одной истребительной авиационной дивизией. Всего 16 января соединения воздушных армий совершили более 2800 самолёто-вылетов. Ударная группировка советских войск при активной поддержке авиации 17 января завершила прорыв второй полосы обороны немецко-фашистских войск.
18 января войска 3-го Белорусского фронта при содействии авиации взломали оборону немцев на фронте до 65 км и продвинулись в глубину до 20-30 км, создав условия для ввода в сражение основных сил второго эшелона фронта. Для поддержки наземных войск авиация 1-й и 3-й воздушных армий совершили 10350 самолёто-вылетов, из них 24 % ночью.
В полосе наступления 2-го Белорусского фронта 14 и 15 января из-за плохой погоды советская авиация боевых действий не вела. Только 16 января, в период завершения прорыва второй полосы обороны, появилась возможность использовать авиацию для поддержки сухопутных войск и создать условия для ввода в прорыв 5-й гвардейской танковой армии. В эти дни 85 % сил авиации привлекались для содействия наступлению 5-й гвардейской танковой армии.
Успешному наступлению войск фронта в значительной степени способствовали активные действия авиации по отходящим войскам. Несколько сильных ударов было нанесено по железнодорожным узлам, перегонам и мостам. Советская авиация не позволяла противнику планомерно отводить свои войска на тыловые рубежи для организации обороны.
После блокировки войсками 70-й армии города-крепости Торн немецкие войска предприняли сильный контрудар, в результате которого крупная группировка немецких войск вырвалась из окружения и начала передвигаться в северо-западном направлении. Авиация была единственным средством для уничтожения прорвавшегося противника. Несмотря на сложные метеоусловия, части 260-й штурмовой авиационной дивизии нанесли по отходящим войскам несколько ударов. Первые группы штурмовиков остановили движение колонн, а последующие бомбами и пулемётно-пушечным огнём с бреющего полёта уничтожили большую часть фашистской группировки.
С 19 января по 9 февраля, используя улучшение погодных условий, 4-я воздушная армия совершила 8130 самолёто-вылетов, в результате которых были уничтожены немецкие самолёты на аэродромах Хайлигенбаль и Грунау, а также нанесла удары по войскам и узлам сопротивления в Хайльсбергском укрепленном районе, уничтожив при этом большое количество живой силы и техники противника.
С началом ввода в сражение второго эшелона войск фронта советская авиация непрерывно поддерживала и прикрывала сухопутные войска, уничтожая отходящие колонны немецких войск на дорогах. Вместе со штурмовиками по войскам активно действовали и сопровождавшие их истребители. 1-я воздушная армия оказывала поддержку войскам 5-й и 28-й армий, в полосе наступления которых противник оказывал упорное сопротивление. 20 января две бомбардировочные и две штурмовые авиационные дивизии в составе 300 самолётов нанесли удар по сильному узлу сопротивления немецких войск - городу Гумбиннен. Используя удар авиации, войска 28-й армии штурмом овладели значительной частью города.
3 февраля 65 самолётов Пе-2 6-й гвардейской бомбардировочной дивизии нанесли сосредоточенный удар по опорному пункту Прейсиш-Эйлау, сбросив на него более 55 тонн бомб. Эти удары содействовали войскам фронта в прорыве внешнего оборонительного обвода города-крепости Кёнигсберг.
Также 1-я воздушная армия вела борьбу с морскими перевозками немцев, наносила удары по кораблям, ведущим обстрел советских войск на приморском фланге, и портам. 5 февраля 60 штурмовиков 276-й бомбардировочной авиационной дивизии нанесли мощный удар по скоплению немецких войск и техники в порту Пиллау. В этот же день группа штурмовиков 1-й гвардейской штурмовой авиационной дивизии нанесла удар по двум миноносцам противника, сильно повредив один из них.
Борьба с немецкой авиацией велась в воздухе и на аэродромах. Немецкая авиация группами по 60 самолётов действовала по войскам 3-го Белорусского фронта. Однако решительные действия советских лётчиков-истребителей не позволяли немцам добиться превосходства в воздухе. 27 января воздушной разведкой было обнаружено до 250 немецких самолётов на аэродромах в районе Кёнигсберга. Силами 1-й гвардейской и 277-й штурмовой и 6-й гвардейской бомбардировочной авиационных дивизий по этой группировке был нанесен удар. В результате на земле было уничтожено и повреждено большое количество самолётов противника.
В результате совместных действий войск и авиации 3-го и 2-го Белорусских фронтов восточно-прусская группировка немцев понесла большие потери и была рассечена на три части. Советские войска овладели значительной частью Земландского полуострова, обошли Кёнигсберг с трех сторон и вышли к Хайльсбергскому укрепленному району.
В окончательном разгроме немецкой группировки в Восточной Пруссии приняла участие авиация 1-й и 3-й воздушных армий. Перед авиацией ставилась задача разрушения опорных пунктов и узлов сопротивления укрепленного района с одновременным уничтожением артиллерийской группировки. Кроме того, во взаимодействии с флотом она должна была блокировать фашистов с моря.
В ходе наступательной операции воздушная обстановка характеризовалась количественным и качественным превосходством советской авиации. Помимо двух воздушных армий в интересах фронта привлекалась часть авиации Краснознаменного Балтийского флота. Наряду с уничтожением войск и техники немцев на поле боя 1-я и 3-я воздушные армии во взаимодействии с авиацией флота вели борьбу с морскими перевозками противника.
Немецкое командование активизировало действия своего морского флота по снабжению войск в Восточной Пруссии. С целью недопущения перевозок 1-я и 3-я воздушные армии в начале марта усилили свои действия по немецким морским портам, расположенным на побережье залива Фриш-Гаф. Авиация 1-й воздушной армии нанесла ряд ударов по кораблям и транспортам в порту Розенберг, а авиация 3-й воздушной армии по военно-морской базе Пиллау. Военно-воздушные силы флота уничтожали транспорты и корабли в портах и в море.
В связи со сложными метеоусловиями боевые действия авиации начались только на пятый день после начала наступления наземных войск фронта. Основные усилия авиации сосредотачивались по местам скопления войск и техники немецкой армии. С 18 по 25 марта 405 бомбардировщиков сбросили 530 тонн бомб по порту Розенберг. С 19 по 22 марта фронтовая и дальняя авиация во взаимодействии с авиацией военно-морского флота нанесла ряд сосредоточенных ударов по порту Пиллау и по боевым кораблям и транспортам в заливе Фриш-Гаф и Данцигской бухте.
1-я и 3-я воздушные армии с 13 по 27 марта произвели 20 030 самолёто-вылетов, из них 4590 ночью, и способствовали сухопутным войскам в ликвидации окруженной немецкой группировки юго-западнее Кёнигсберга. Для проведения операции по овладению крепостью и городом Кёнигсберг были привлечены крупные силы авиации. Кроме 1-й и 3-й воздушных армий, входивших в состав фронта, в ней участвовали 18-я воздушная армия (дальняя авиация), по одному бомбардировочному корпусу из соседних 4-й и 15-й воздушных армий и часть сил авиации флота. Общее количество боевых самолётов, участвующих в операции, около 2400. Боевые действия всех авиационных соединений координировал представитель Ставки Верховного Главнокомандования Главный маршал авиации А. А. Новиков.
Особое значение в проведении операции отводилось ударам советской авиации по укрепленным узлам, дзотам и дотам. Сложные метеоусловия не позволили воздушным армиям полностью провести авиационную подготовку. Вместо запланированных 5316 самолёто-вылетов 4 и 5 апреля было совершено только 766.
7 апреля в первой половине дня по оборонительным сооружениям и войскам в районе Кёнигсберга были нанесены три бомбардировочных удара, в которых участвовало 246 самолётов Ту-2 и Пе-2. Затем начался дневной массированный налет 516 дальних бомбардировщиков 18-й воздушной армии, это позволило советским войскам быстро вклиниться в оборону крепости. На следующий день по немецким резервам западнее Кёнигсберга был нанесен удар 456 бомбардировщиками.
10 апреля в результате совместных действий советских сухопутных войск и авиации немецкие войска прекратили сопротивление и гарнизон Кёнигсберга капитулировал. За четыре дня операции советская авиация совершила 14090 самолёто-вылетов и сбросила на противника 4440 тонн бомб. За всю Восточно-Прусскую операцию было произведено 146 тысяч самолёто-вылетов, в том числе 4100 авиацией ВМФ и около 2400 авиацией дальнего действия.
Основные усилия авиации (61,4 % всех самолёто-вылетов) были направлены на уничтожение войск и техники противника на поле боя и в ближайшей глубине его обороны. Также фронтовая и дальняя авиация во взаимодействии с авиацией ВМФ вела борьбу с морским флотом немцев. В период ликвидации немецкой группировки юго-западнее Кёнигсберга 20 % всех самолёто-вылетов воздушных армий приходилось на решение задач на морском направлении.
В ходе всей операции советская авиация имела господство в воздухе. На борьбу за господство в воздухе было затрачено 26 % всех самолёто-вылетов. В целом советская авиация сыграла важную роль в разгроме восточнопрусской группировки противника.

## Участие немецких антифашистов
В Кёнигсберг и Восточную Пруссию были направлены Боевые группы (нем. Kampfgruppen) немецких антифашистов Национального комитета «Свободная Германия» (НКСГ), сформированных из политически переобученных немецких военнопленных. Боевые действия не были основной задач этих формирований: они направлялись для разведки, разоружения нацистских войск и взятия немецких военнослужащих в плен и пропаганды своей организации. Тем не менее, эти формирования были вооружены и вели боевые действия. Эти формирования были выпускниками «антифашистских школ» НКСГ при земландской группировке РККА.
20 апреля была направлена группа недалеко от Раушен для пропаганды и разведки, позже успешно вернувшаяся.
Kampfgruppe под командованием лейтенанта Альфреда Петера была отправлена в ночь на 22 марта 1945 года в Кёнигсберг и состояла из 58 человек, будучи оформлена как рота из двух взводов и ударной группы. Ударная группа выдала себя за отбившийся от части пулемётный дозор, разоружила пулемётный расчёт и вывела пулемёт из строя. Два взвода через появившуюся брешь прошли к окопам и без сопротивления разоружили и взяли в плен солдат, представившись как члены движения «Свободная Германия». Ударная группа достигла командного пункта роты и там взяла в плен семерых солдат и обер-лейтенанта Грюнвальда; во время операции ещё 4 антифашиста были направлены, чтоб разбросать агитматериалы НКСГ. На рассвете Kampfgruppe вернулась с 35 пленными; 1 человек из Kampfgruppe был убит и ещё 2 ранены.
Генерал Ляш в мемуарах «Так пал Кёнигсберг», указав дату 23 марта, описывал деятельность антифашистов:

Несомненно, противник не раз сбрасывал в Кёнигсберг на парашютах немецких военнопленных и гражданских лиц. Кабель на улице Арндта прослушивался двумя представителями клики Зайдлица. На нашей передовой стали появляться немецкие солдаты — перебежчики, вырвавшиеся из русского плена. Однако, среди них попадались и посланцы «комитета свободной Германии» с письмами от немецких генералов, находившихся в русском плену, в частности, от Винцента Мюллера. Они призывали наших командиров к капитуляции и прекращению борьбы. Поэтому было подчас трудно определить, кто эти перебежчики — то ли честные немецкие солдаты, совершившие смелый побег из плена, толи предатели, состоявшие на службе у русских. Так, например, в конце марта перед сторожевым охранением 561 дивизии народных гренадёров появилась довольно большая группа солдат в немецкой форме. Они сказали, что бежали из плена и потребовали отвести их на командный пункт роты. Часовой, думая что так оно и есть, показал им дорогу. Войдя в бункер командира роты, они вытащили припрятанные у них пистолеты-пулеметы и открыли огонь. Наступило замешательство, используя которое они захватили около 20 солдат и сумели уйти с ними на русскую сторону. Так мы узнали, что теперь, когда нам приходилось вести тяжелейшие бои за нашу Восточную Пруссию, немецкие солдаты группы Зайдлица боролись столь коварными методами против своих соотечественников. Как в подобных случаях поступать нашим солдатам. мы не знали. Видно, борьба потеряла смысл, если немцы воевали против немцев.
Акция 5 апреля не была такой успешной: под командованием Петера была сформирована Kampfgruppe из 79 человек и попыталась вклиниться в 367 дивизию. Они опять представились отставшим дозором, но в командный пункт был немедленно отправлен связной, была объявлена тревога на всём участке. Группе удалось один пулемётный расчёт, но под сильным огнём она отступила. В последний день штурма Кёнигсберга 9 апреля из Боевой группы было сформировано две группы парламентёров, они под сильным огнём также отступили.

## Потери сторон
Общие потери Красной армии и Балтийского флота за весь период проведения Восточно-Прусской наступательной операции составили: 126,5 тыс. солдат и офицеров погибли и пропали без вести, более 458 тыс. воинов получили ранения или выбыли из строя по болезни, войска потеряли 3525 танков и самоходных артиллерийских установок, 1644 орудия и миномёта и 1450 боевых самолётов.
Уже к концу января в стрелковых дивизиях 3-го и 2-го Белорусских фронтов оставалось по 2,5—3,5 тыс. человек из 6—6,5 тыс., имевшихся к началу операции. К тому же времени 5-я гвардейская танковая армия потеряла половину танков и САУ. Пополнение в ходе боевых действий почти не поступало, так как Ставка ВГК направляла подавляющую его часть на варшавско-берлинское направление.
Потери вооружённых сил нацистской Германии составили: 25 дивизий, другие 12 дивизий потеряли от 50 до 70 % своего состава, были захвачены в плен более 220 тыс. немецких солдат и офицеров, трофеями Красной армии стали около 15 тыс. орудий и миномётов, 1442 танка и штурмовых орудия, 363 боевых самолёта и много другой боевой техники.